# 李维嘉
李维嘉（1976年11月4日—），男，湖南长沙人，中国大陸节目主持，毕业于浙江廣播電視高等專科學校（现浙江传媒学院）播音主持艺术学院。曾主持湖南卫视人氣節目《快乐大本营》，並與何炅、谢娜、吴昕、杜海涛於2006年組成「快乐家族」。與何炅、龍丹妮為好友兼校友。
他的鼻子是鹰钩鼻，因此成了形象招牌，亦常被误认为是混血。另外，他與吴昕因長相相似而經常「撞脸」，他們有「雕」兄妹之稱。

## 生平

### 早年经历
1976年11月4日，李维嘉出生于湖南长沙的一个普通家庭，有一弟弟。
1998年主持了《七星大擂台》（第三任）和《时尚传播》。
1998年高考时以湖南专业成绩第一考入浙江广播电视高等专科学校。

### 演艺经历
1999年，在何炅的推荐下来到《快乐大本营》擔任外景主持人。
2001年，出版个人著作《快乐先锋》。
2005年9月4日， 经过观众投票，何炅凭借70多万张观众投票数获得了唯一一张上岗证，继续留在《快乐大本营》的舞台上，而他则和谢娜离开。
2006年2月28日，與谢娜重回到了《快乐大本营》主持，并與何炅、谢娜、杜海涛和吴昕一起组成了「快乐家族」。
2010年，与快乐家族共同发行了专辑《快乐你懂的》，個人單曲為《以愛之名》。2013年，与快乐家族、杜汶泽联袂出演电影《快乐到家》。
2014年，在现代励志爱情电影《201413》中首度出演男一号。
2014年，出版个人著作《快乐一嘉》。
2021年8月，外界传闻李维嘉已从湖南卫视离职。

## 作品

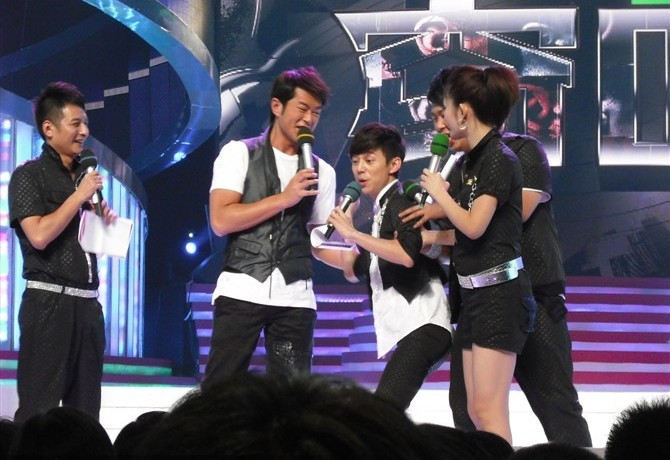
2009年《快乐大本营》，左一是李维嘉。

### 節目主持
1998年;
- 《七星大擂台》（第三任主持人）
- 《快乐新战线》

1999年
- 《快乐大本营》（在05年离开，06年重新回归至今）

2000年
- 《八仙过海》

2007年
- 《勇往直前》（在07年到09年共主持过四期）

2009年
- 《一呼百应》
- 12月：《百科全说》第一季 (客串主持)

2010年
- 《我在你身边》

2011年
- 《称心如意》

2013年8月
- 《世界好好玩》

2015年
- 7月11日－9月26日：金鷹卡通卫视《中国新声代》第三季 (與谭薇 (小燕子))

2018年
- 7月7日－9月22日：《我家那小子》

2019年
- 1月5日－3月23日：《我家那闺女》
- 5月2日－7月18日：《我家那小子》第二季
- 7月6日－9月21日：《我家小两口》

2020年
- 1月23日－5月1日：《我家那闺女》第二季
- 5月23日－7月25日：《看我的生活》

### 晚會主持
2003年
- 1月25日： 湖南羊年春节晚会 (與李湘、何炅)
- 9月27日： 第四届中国金鹰电视艺术节—金鹰新秀大赛总决赛 (與李湘、何炅)

2004年
- 2月5日： 湖南卫视猴年元宵喜乐会 (與李湘、何炅)
- 9月25日： 第五届金鹰电视艺术节新秀大赛总决赛 (與李湘、何炅)

2008年
- 中国金鹰电视艺术节2008
- 12月31日：湖南卫视2009年跨年演唱会台湾桃园会场 (與黄嘉千、曾国城、阿KEN、纳豆)

2009年
- 湖南卫视元宵喜乐会2009

2010年
- 湖南卫视元宵晚会2010
- 湖南卫视2010跨年演唱会

2011年
- 祥和中国节之湖南卫视元宵喜乐会2011

2012年
- 湖南卫视祥和中国节主题晚会2012
- 2012芒果群星大拜年
- 湖南卫视元宵喜乐会2012

2015年
- 5月: 美国Billboard公告牌音乐颁奖礼

### 綜藝節目
2011年
- 3月9日－2012年5月26日：湖南卫视 《称心如意》(與李湘)
- 9月2日：深圳衛視《年代秀》 (第二季) (與宋佳、王平、戴军、扬扬、关凌、黄艺馨、刘雨欣)

2013年
- 1月31日-－2月14日、3月7日-3月28日湖南卫视 《百变大咖秀》 (第三季) 第5-7、10-13期 (觀「模」嘉賓)
- 4月18日－6月27日：湖南衛視 《百變大咖秀》 (第四季) 全季 (觀「模」嘉賓)

2014年
- 1月2日－4月3日湖南卫视 《百变大咖秀》第五季 全季 (觀「模」嘉賓)
- 5月12日－8月19日: 天津卫视《秘境》 (與沙宝亮、范逸臣)
- 11月2日－12月7日： 贵州卫视 《完美邂逅》 (第二季) (與金恩圣(小五)、James (杨永聪)、王栎鑫)

2015年
- 1月2日－2月27日： 湖南衛視 《我是歌手》第三季 (作張靚穎 經紀人)

2020年
- 7月31日－9月30日： 湖南卫视 《元氣滿滿的哥哥》

2021年
- 7月17日-10月2日:湖南卫视

《牛气滿滿的哥哥》

### 电视剧
- 2004年 《律政佳人》
- 2006年 《暗夜心慌慌》
- 2008年 《丑女无敌》
- 2009年 《美女不坏》
- 2012年 《花开半夏》

### 电影
- 2010年 《嘻游记》
- 2013年 《快樂到家》 (與何炅、謝娜、吴昕、杜海涛、杜汶澤)
- 2014年 《201413》（飾 唐睿—男一号，與连晋、姜潮、杜海涛、夏一瑶、刘萌萌、彭波、沈婷婷）
- 2016年 《一路高歌》 (飾 高歌)

### 配音动画
- 2007年 《美食总动员》中文版 (小林（小宽）)
- 2009年 《快乐奔跑》 (仙人掌「刺头」) (與「快乐家族」成員)
- 2009年 《虹猫蓝兔火凤凰》 (跳跳) (與「快乐家族」成員)
- 2011年 《熊猫总动员》 (邓叔叔)
- 2012年 《大耳朵爷爷历险记》 (大耳朵爷爷)

### 专辑
- 2010年 快乐家族 音乐专辑《快乐你懂的》

## 个人著作
- 2001年 《快乐先锋》
- 2014年 《快乐一嘉》

## 代言事件
2020年7月25日，李维嘉和广州和成汇信息科技有限公司签订《平面形象大使合约书》，出任“快乐方程式”奶茶产品形象大使，合作期限自2020年9月1日起至2021年8月31日。2021年9月8日，因品牌暴雷，部分加盟商身穿印着“李维嘉失德艺人”的短袖围堵在湖南广播电视台大厦。